# Herbert Lindström
Carl Herbert Lindström, né le 16 mars 1886 à Harö (sv) et mort le 26 octobre 1951 à Harö, est un tireur à la corde suédois. Il participe aux Jeux olympiques d'été de 1912 avec l'équipe de la Police de Stockholm de tir à la corde et remporte la médaille d'or.